# Major League Baseball
Die Major League Baseball (MLB) ist der Baseball-Verband, der den Spielbetrieb der beiden nordamerikanischen Baseball-Profiligen organisiert – der National League und der American League. Im allgemeinen Sprachgebrauch hat sich die Bezeichnung der MLB als zusammengehöriger Liga etabliert, obwohl es sich bei der National League und der American League um zwei eigenständige Ligen handelt. In diesem Sinne gehört die MLB neben der NFL, der NBA und der NHL zu den sogenannten Big 4, den vier beliebtesten professionellen Sportligen in den Vereinigten Staaten. Gemessen an der Gesamt-Besucherzahl ist die MLB die meistbesuchte Sportliga der Welt mit konstant um die 70 Millionen Zuschauern pro Saison, bei mehr als 2400 Spielen pro Season. Die Anzahl der Spiele ist nicht konstant, da zu den Regular-Season-Spielen die Postseasonspiele noch hinzukommen, deren Anzahl aufgrund des Play-off-Charakters variieren kann. Je nach Runde / Serie in der Postseason wird dabei nach den Modi Best-of-Three in der MLB Wild Card round, Best-of-Five-Serie in den MLB Division Series oder Best-of-Seven in den Championship Series und in der World Series gespielt.
Der Baseball-Verband hat seinen Hauptsitz im Bürowolkenkratzer 1271 Avenue of the Americas in Manhattan in New York City.

## Ligastruktur

Spielorte der Major League Baseball

Die National League besteht aus 15 US-amerikanischen Teams und die American League aus 14 US-Teams und einem kanadischen Team. Beide Ligen sind jeweils in drei Divisionen aufgeteilt. In den Profi-Sportarten in den USA ist der Mechanismus von Auf- und Abstieg unbekannt. Die Zusammensetzung der Mannschaften einer Liga und ihrer Divisionen ist fest und wird nur von den teilnehmenden Organisationen bei Bedarf geändert. Dies kann die regionale Neuverteilung der Mannschaften auf Divisionen betreffen oder die Aufnahme einer neuen Mannschaft. Einige Mannschaften sind in der Ligengeschichte auch umgezogen, meist von der Ostküste in einen anderen Teil der USA; dabei fand teilweise auch eine Namensänderung statt.
Diskussion, Extrapolation und Gerüchte einer möglichen Expansion auf insgesamt 32 Franchises reißen nicht ab. Als Grund wird meist die ökonomische Gesundheit der MLB angeführt, die Verringerung der Reisebelastungen der Teams durch geographische Ausbreitung, wie auch die ästhetischen Gründe einer mathematischen Balance durch das Erreichen einer Gesamtzahl an Teams, die eine Potenz von 2 ist. Die jüngsten Gerüchte im Herbst 2017 implizieren eine Reduzierung der Anzahl der Spiele pro Franchise und eine Abschaffung der Conferences, bzw. der beiden Ligen. Die Führung der MLB wird sich mit dem Thema aber voraussichtlich erst beschäftigen, wenn sämtliche Stadienprobleme bestehender Franchises geklärt sind.

## Spielmodus
Eine MLB-Saison setzt sich aus der Regular Season und der Postseason zusammen, wobei die Postseason nur von den zwölf erfolgreichsten Teams der regulären Saison bestritten wird. Die Erstplatzierten der sechs Divisionen sowie die jeweils sechs besten Teams pro Liga (National League und American League), die ihre Division nicht gewinnen konnten (siehe Wild Card), spielen im Anschluss an die reguläre Saison ein Turnier aus, das mit der World Series, dem MLB-Finale, endet.

### Preseason (Spring Training)
Das Spring Training ist die Saisonvorbereitung in der MLB und dauert meist von der ersten Februarwoche bis Ende März oder Anfang April. Die Mannschaften treten dabei in zwei Ligen – der Cactus League in Arizona und der Grapefruit League in Florida – in Vorbereitungs- und Testspielen gegeneinander an, die Spielergebnisse werden in Ligaform dokumentiert. Das Spring Training dient dem Formaufbau und dem Einspielen der Mannschaften. Außer den durch Transfers hinzugekommenen Spielern werden auch Nachwuchsspieler aus den Farmteams sowie Free Agents getestet, um schließlich einen auf 25 Spieler begrenzten Kader für die kommende Saison zusammenzustellen.

### Reguläre Saison (Regular Season)
Die reguläre Saison beginnt Ende März bzw. Anfang April und endet Ende September bzw. Anfang Oktober. Jede Mannschaft bestreitet dabei 162 Spiele.
Seit der Saison 2013 hat jede Liga 15 Teams, aufgeteilt in drei Divisionen zu je fünf Mannschaften. Somit hat jedes Team 20 Interleague-Spiele, 66 Interdivision-Spiele und 76 Spiele innerhalb der eigenen Division.
Für die Interleague-Spiele spielt jede Division gegen eine bestimmte Division der anderen Liga, sowie vier Spiele gegen den Lokalrivalen aus der anderen Liga (Divisionsunabhängig). Im Jahr 2013 sah dies wie folgt aus:
|            | Gegen Teams der eigenen Division | Gegen Teams der eigenen League | Interleague                                                                 |
| ---------- | -------------------------------- | ------------------------------ | --------------------------------------------------------------------------- |
| AL East    | 4×19 Spiele                      | 4×6 Spiele, 6×7 Spiele         | 4×3 Spiele (NL West), 1×4 Spiele (NL West), 1×4 Spiele (Lokalrivalen)       |
| AL Central | 4×19 Spiele                      | 4×6 Spiele, 6×7 Spiele         | 4×3 Spiele (NL East), 1×4 Spiele (NL East), 1×4 Spiele (Lokalrivalen)       |
| AL West    | 4×19 Spiele                      | 4×6 Spiele, 6×7 Spiele         | 4×3 Spiele (NL Central), 1×4 Spiele (NL Central), 1×4 Spiele (Lokalrivalen) |
| NL East    | 4×19 Spiele                      | 4×6 Spiele, 6×7 Spiele         | 4×3 Spiele (AL Central), 1×4 Spiele (AL Central), 1×4 Spiele (Lokalrivalen) |
| NL Central | 4×19 Spiele                      | 4×6 Spiele, 6×7 Spiele         | 4×3 Spiele (AL West), 1×4 Spiele (AL West), 1×4 Spiele (Lokalrivalen)       |
| NL West    | 4×19 Spiele                      | 4×6 Spiele, 6×7 Spiele         | 4×3 Spiele (AL East), 1×4 Spiele (AL East), 1×4 Spiele (Lokalrivalen)       |

Die Paarungen der Lokalrivalen werden jedes Jahr beibehalten und sind Rivalitäten, die hauptsächlich geografischen Ursprung haben (z. B. Chicago, New York, Florida, Los Angeles). Die beiden Paarungen zwischen den texanischen Mannschaften und Arizona sowie Colorado wechseln jährlich. Für 2013 sahen die Paarungen folgendermaßen aus:
| AL East           | NL East               | AL Central         | NL Central          | AL West            | NL West              |
| ----------------- | --------------------- | ------------------ | ------------------- | ------------------ | -------------------- |
| Boston Red Sox    | Philadelphia Phillies | Chicago White Sox  | Chicago Cubs        | Seattle Mariners   | San Diego Padres     |
| New York Yankees  | New York Mets         | Cleveland Indians  | Cincinnati Reds     | Los Angeles Angels | Los Angeles Dodgers  |
| Toronto Blue Jays | Atlanta Braves        | Detroit Tigers     | Pittsburgh Pirates  | Oakland Athletics  | San Francisco Giants |
| Tampa Bay Rays    | Miami Marlins         | Minnesota Twins    | Milwaukee Brewers   | Texas Rangers      | Arizona Diamondbacks |
| Baltimore Orioles | Washington Nationals  | Kansas City Royals | St. Louis Cardinals | Houston Astros     | Colorado Rockies     |

Folgende Einteilungen wurden für die Saison 2014 gemacht:
|            | Gegen Teams der eigenen Division | Gegen Teams der eigenen League | Interleague                                                                 |
| ---------- | -------------------------------- | ------------------------------ | --------------------------------------------------------------------------- |
| AL East    | 4×19 Spiele                      | 4×6 Spiele, 6×7 Spiele         | 4×3 Spiele (NL Central), 1×4 Spiele (NL Central), 1×4 Spiele (Lokalrivalen) |
| AL Central | 4×19 Spiele                      | 4×6 Spiele, 6×7 Spiele         | 4×3 Spiele (NL West), 1×4 Spiele (NL West), 1×4 Spiele (Lokalrivalen)       |
| AL West    | 4×19 Spiele                      | 4×6 Spiele, 6×7 Spiele         | 4×3 Spiele (NL East), 1×4 Spiele (NL East), 1×4 Spiele (Lokalrivalen)       |
| NL East    | 4×19 Spiele                      | 4×6 Spiele, 6×7 Spiele         | 4×3 Spiele (AL West), 1×4 Spiele (AL West), 1×4 Spiele (Lokalrivalen)       |
| NL Central | 4×19 Spiele                      | 4×6 Spiele, 6×7 Spiele         | 4×3 Spiele (AL East), 1×4 Spiele (AL East), 1×4 Spiele (Lokalrivalen)       |
| NL West    | 4×19 Spiele                      | 4×6 Spiele, 6×7 Spiele         | 4×3 Spiele (AL Central), 1×4 Spiele (AL Central), 1×4 Spiele (Lokalrivalen) |

| AL East           | NL East               | AL Central         | NL Central          | AL West            | NL West              |
| ----------------- | --------------------- | ------------------ | ------------------- | ------------------ | -------------------- |
| Boston Red Sox    | Atlanta Braves        | Chicago White Sox  | Chicago Cubs        | Seattle Mariners   | San Diego Padres     |
| New York Yankees  | New York Mets         | Cleveland Indians  | Cincinnati Reds     | Los Angeles Angels | Los Angeles Dodgers  |
| Toronto Blue Jays | Philadelphia Phillies | Detroit Tigers     | Pittsburgh Pirates  | Oakland Athletics  | San Francisco Giants |
| Tampa Bay Rays    | Miami Marlins         | Minnesota Twins    | Milwaukee Brewers   | Texas Rangers      | Colorado Rockies     |
| Baltimore Orioles | Washington Nationals  | Kansas City Royals | St. Louis Cardinals | Houston Astros     | Arizona Diamondbacks |

### All-Star Game
In der Mitte der Saison – meist Anfang bis Mitte Juli – findet das All-Star Game statt, das häufig auch als Midsummer Classic bezeichnet wird. Darin treten zwei Auswahlteams der American League und der National League gegeneinander an. Die Spieler werden sowohl von den Fans als auch von den Spielern der MLB und den beiden Team-Managern gewählt.

### Postseason (Play-offs)

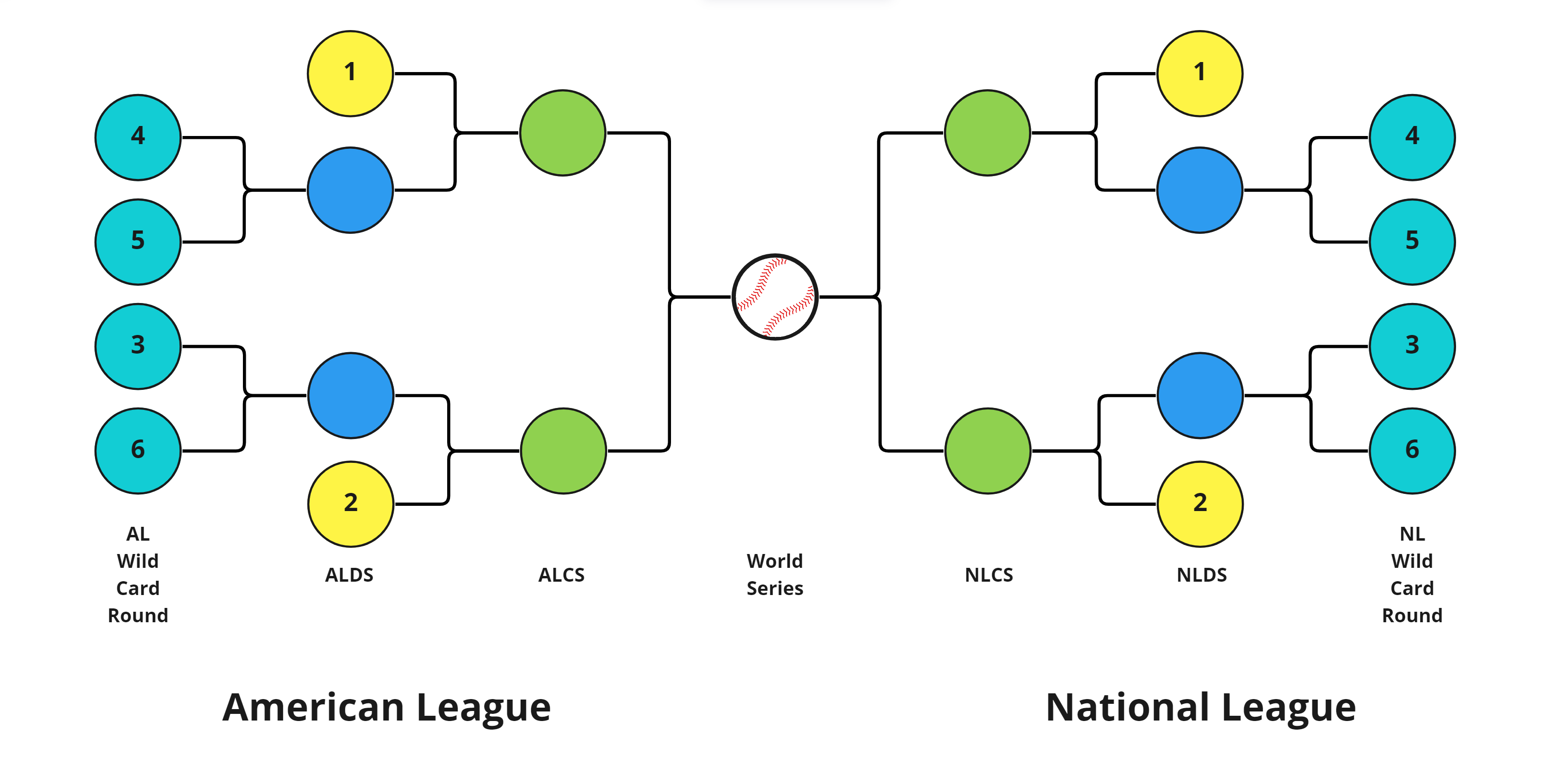
Das MLB-Postseason Format ab 2022, die Zahlen geben die Setzpositionen der Teams an.

Mit dem Ende der regulären Saison nach dem ersten Sonntag im Oktober (oder dem letzten Sonntag im September) erreichen seit 2022 zwölf Teams die Postseason. Sechs Teams als Sieger der Divisionen beider Ligen sowie die jeweils nächsten drei besten Teams in jeder Liga. Die beiden Erstplatzierten jeder Liga erhalten ein Freilos für die Division Series, einem Viertelfinale mit acht Teams. Die anderen vier Teams jeder Liga spielen in der so genannten Wild-Card-Runde eine Best-of-Three-Serie, um als Sieger ebenfalls in die Division Series zu gelangen. Die höher gesetzte Mannschaft hat dabei für alle drei Spiele Heimrecht. Innerhalb jeder Liga sind die Divisionssieger die Nr. 1, Nr. 2 und Nr. 3 der Setzliste, basierend auf der Anzahl der Siege und Niederlagen. Die Mannschaft mit der besten Bilanz unter den Nicht-Divisionssiegern erhält die erste Wildcard und wird als Nr. 4 gesetzt. Die Mannschaft mit der zweitbesten Bilanz unter den Nicht-Divisionssiegern erhält die zweite Wildcard und wird als Nr. 5 gesetzt. Die Mannschaft mit der drittbesten Bilanz erhält die dritte Wildcard und wird in der Wildcard-Runde als Nummer 6 gesetzt. 2012 wurden die Wildcard-Playoffs eingeführt, damals in jeder Liga mit einem Spiel zwischen den beiden besten Nicht-Divisionssiegern.
Die Gewinner der Wild-Card-Runde nehmen anschließend an den Division Series der beiden Ligen teil, der American League Division Series (ALDS) bzw. National League Division Series (NLDS). Die Division Series wurde erstmals 1995 ausgetragen. Diese entsprechen einem Viertelfinale mit acht Teams. In einer Best-of-Seven-Serie werden die Teilnehmer an den beiden Championship Series (einem Halbfinale mit vier Teams) – der American League Championship Series (ALCS) bzw. National League Championship Series (NLCS) – bestimmt, in denen um den jeweiligen Titel (Pennant) der National bzw. American League gespielt wird. Die Championship Series wurde erstmals 1969 ausgetragen. Die beiden Gewinner erreichen die World Series – das MLB-Finale.

### World Series
Im Oktober treffen sich die Sieger der jeweiligen Ligen zum Finale, der World Series. Dieses Aufeinandertreffen fand erstmals 1903, damals als Best-of-Nine-Serie, statt. Heutzutage wird die World Series in einer Best-of-Seven-Serie ausgetragen.

### Interleague Games
Bis 1996 konnten Teams aus der National und der American League erst in der World Series aufeinandertreffen, seit 1997 gibt es aber schon in der regulären Saison Interleague Games.

### Unterschiede der Spielregeln
Die Spielregeln der National League und der American League unterscheiden sich kaum. Hauptunterschied war die Designated-Hitter-Regel, die es allein in der American League erlaubte, anstelle des Pitchers (Werfers) in der Offensive dauerhaft einen Spieler als Batter einzusetzen, der in der Defensive keine Aufgaben hat. Bei Interleague Games wurde jeweils nach den Regeln der League gespielt, der das gastgebende Team angehörte. Die Designated-Hitter-Regel kam in der World Series in American-League-Stadien für beide Teams zur Anwendung, in National-League-Stadien dagegen für beide Teams nicht. In der Saison 2020 wurde aufgrund der COVID-19-Pandemie der Designated Hitter (DH) für beide Ligen vorgeschrieben, um Verletzungen zu vermeiden. Die Saison 2021 kehrte zur alten Regelung zurück. Für die Saison 2022 wurde die DH-Regel wieder für beide Ligen vorgeschrieben und es wird allgemein davon ausgegangen, dass dies auch darüber hinaus beibehalten werden wird.

### MLB Draft
Wie in den anderen nordamerikanischen Topligen im Eishockey, Basketball und American Football veranstaltet MLB seit 1965 jährlich einen Draft, den MLB Draft, in dem die größten Junioren-Talente von den MLB-Mannschaften ausgewählt werden können. Dieser findet meist Anfang Juni statt und ist damit im Gegensatz zu den anderen nordamerikanischen Top-Ligen während der Saison.

## Bedeutung der Major League Baseball
Ähnlich dem jeweiligen Stellenwert der NBA, NFL und der NHL gilt die Major League weltweit unbestritten als die für ihre Sportart beste Profiliga der Welt. Ziel jedes ambitionierten Profispielers ist ein Platz bei einer Major-League-Mannschaft. Nur die besten Spieler der nicht-nordamerikanischen Profi-Ligen können sich in der Major League durchsetzen. Die wichtigsten dieser Ligen sind aus Ostasien und der Karibik: die Nippon Professional Baseball (NPB) aus Japan, die Korea Baseball Organization (KBO) aus Südkorea, die Liga Mexicana de Béisbol (LMB) und die Liga Mexicana del Pacífico (LMP) aus Mexiko, die Liga de Béisbol Profesional de Puerto Rico (LBPPR) aus Puerto Rico, die Liga Venezolana de Béisbol Profesional (LVBP) aus Venezuela, die Serie Nacional de Béisbol (SNB) aus Kuba, die Chinese Professional Baseball League (CPBL) aus Taiwan und die Liga Dominicana de Béisbol Invernal (LIDOM) aus der Dominikanischen Republik.

## Geschichte

### Gründungsjahre
In den 1860er Jahren entwickelte sich der Baseballsport, der zuvor hauptsächlich in New York populär gewesen war, zu einem nationalen Phänomen in den USA. Ausschlaggebend hierfür waren Soldaten, die das Spiel während des Amerikanischen Bürgerkriegs in Militärcamps spielten und damit für eine größere Verbreitung des Sports sorgten. Im Jahr 1857 wurde der erste amerikanische Baseballverband, die National Association of Base Ball Players (NABBP), gegründet. Bis zum Jahr 1867 schlossen sich mehr als 400 Clubs dem Verband an. Die stärksten Teams waren jedoch nach wie vor im Nordosten der Vereinigten Staaten, insbesondere in New York, angesiedelt. Die 1871 gegründete Nachfolgeorganisation der NABBP, die National Association of Professional Base Ball Players (NAPBBP) – auch bekannt unter dem Namen National Association (NA) – gilt als erste professionelle Baseballliga der Welt. Zwei Jahre zuvor, im Mai 1869, war mit den Cincinnati Red Stockings zum ersten Mal ein Baseballteam angetreten, das ausschließlich aus bezahlten Spielern bestand, und deshalb als erstes professionelles Baseballteam bezeichnet wird.
Auch die heutigen Chicago Cubs und Atlanta Braves Franchises datieren ihre Geschichte auf die NAPBBP in den 1870er Jahren zurück.

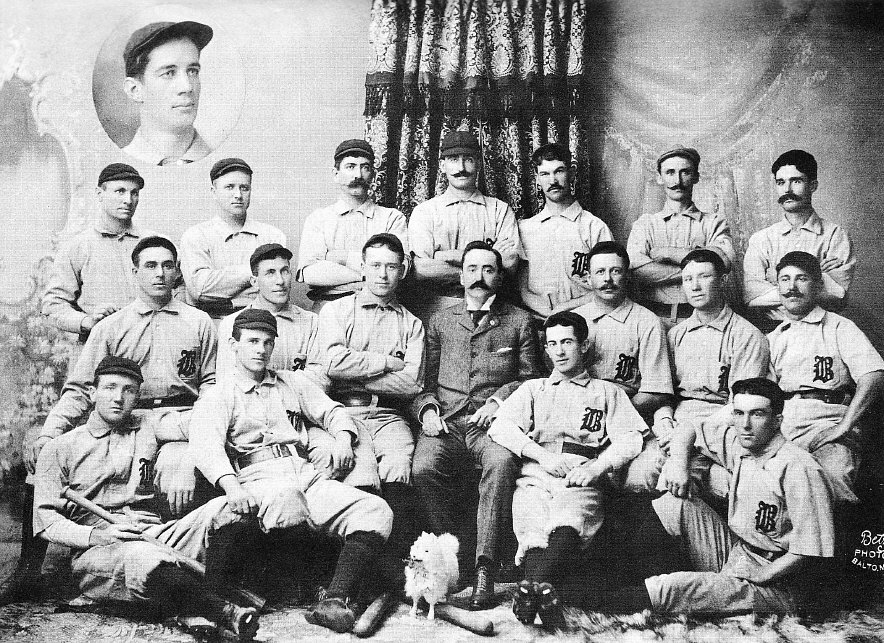
National League Baltimore Orioles, 1896

Im Jahr 1876 wurde die NAPBBP durch die National League of Professional Base Ball Clubs (später bekannt als National League) ersetzt. Zum ersten Mal konnten Vereine nun Verträge mit Spielern aushandeln, um sie daran zu hindern, zu besser bezahlenden Teams zu wechseln. Zudem wurden die Teams nun angehalten, alle Spiele der Saison auszuspielen, anstatt auszusteigen, sobald sie nicht mehr im Meisterschaftsrennen waren, was in der National Association regelmäßig vorgekommen war. Es wurde der gemeinsame Versuch unternommen, Wetten auf den Spielausgang zu unterbinden, da dadurch die Glaubhaftigkeit der Ergebnisse häufig zweifelhaft war. Das erste Spiel der National League zwischen den Philadelphia Athletics und Boston am 22. April 1876 im Stadion Jefferson Street Grounds in Philadelphia wird häufig als Beginn der modernen MLB bezeichnet.
Die frühen Jahre der National League waren äußerst turbulent. Aufstände von Spielern gegen die reserve clause, die ihnen den freien Wechsel zwischen den Teams verwehrte, und die Bedrohung durch neu formierte Konkurrenzligen prägten den Alltag in der Liga. Die erfolgreichste Konkurrenzliga war die American Association, die auch als „beer and whiskey league“ bekannt war, da sie den Ausschank von alkoholischen Getränken an Zuschauer erlaubte. Einige Jahre lang trafen die jeweiligen Meister der National League und der American Association in einer Meisterschaftsserie aufeinander – ein früher Vorgänger der World Series. Die American Association wurde im Jahr 1892 mit der National League zu einer gemeinsamen Liga mit 12 Teams verschmolzen. Doch die neu formierte National League verlor in der Saison 1899 vier Teams und so wurde im Jahr 1901 die bis heute existierende American League gegründet. Die ersten Jahren der Koexistenz beider Ligen waren von rechtlichen Streitigkeiten und einem regelrechten Bieterkrieg um die wertvollsten Spieler geprägt.

### Dead-Ball-Ära

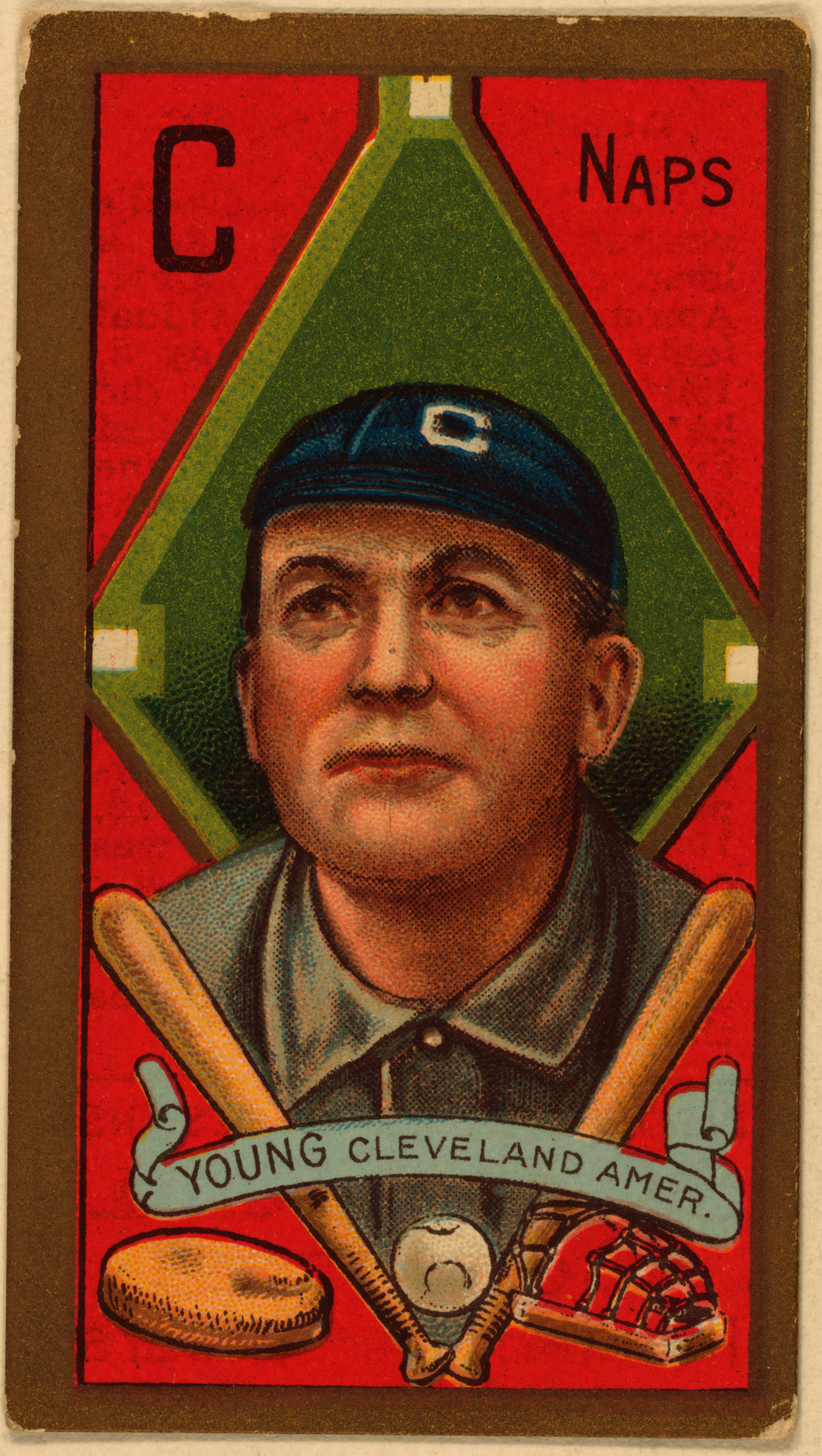
Baseball-Sammelkarte von Cy Young, 1911

Die Phase von 1900 bis 1919 wird weithin als Dead-Ball-Ära bezeichnet. Die Bezeichnung bezieht sich darauf, dass Spiele in diesem Zeitraum in der Regel niedrige Spielstände aufwiesen und von Pitchern wie Walter Johnson, Cy Young, Christy Mathewson, Mordecai Brown und Pete Alexander dominiert wurden. Weil die Bälle damals aus amerikanischem Garn, und nicht wie heutzutage aus australischem, hergestellt wurden und noch nicht so straff gewickelt werden konnten, legten sie im Durchschnitt deutlich geringere Flugdistanzen zurück. Da der Preis von drei Dollar pro Baseball zu dieser Zeit als sehr hoch galt und die Eigentümer der Teams deshalb nur sehr widerwillig neue Bälle kauften, wurde häufig mit ihnen gespielt, bis sie völlig ausgefranst waren. Zuschauer wurden dazu angehalten, Foulbälle und Home Runs (die nur sehr selten vorkamen) zurückzuwerfen, damit sie weiter verwendet werden konnten. Häufig wurden die Bälle mit den unterschiedlichsten Substanzen manipuliert, um ihre Flugbahn zu beeinflussen (siehe Spitball). Im Jahr 1921 wurden diese Manipulationen verboten. Ein weiterer Grund für die geringe Anzahl an Home Runs war die enorme Größe der damaligen Ballparks. Deshalb wurden hauptsächlich sogenannte „small-ball“-Taktiken wie Singles, Base Stealing, Bunts und die Hit-and-Run-Taktik angewandt. Auch Schlagmethoden wie der sogenannte „Baltimore Chop“, bei dem der Ball mit Absicht hart auf den Boden geschlagen wurde, sodass er möglichst hoch in die Luft flog und der Batter währenddessen die erste Base erreichen konnte, kamen zum Einsatz.
Nach der World Series 1919 zwischen den Chicago White Sox und den Cincinnati Reds wurde die Baseballwelt von einem Bestechungsskandal erschüttert, der als Black Sox Scandal bekannt wurde. Acht Spieler der Chicago White Sox – „Shoeless“ Joe Jackson, Eddie Cicotte, Claude „Lefty“ Williams, Buck Weaver, Chick Gandil, Fred McMullin, Swede Risberg und Oscar „Happy“ Felsch – verloren die World Series absichtlich im Tausch gegen einen 100.000 US-Dollar teuren Ring (in etwa eine Million in heutigen US-Dollar). Obwohl sie freigesprochen wurden, wurden alle acht Spieler dauerhaft von der MLB ausgeschlossen. Der Vorfall wurde in dem US-amerikanischen Spielfilm Acht Mann und ein Skandal von 1988 mit Charlie Sheen und John Cusack in den Hauptrollen festgehalten.

### Steigende Beliebtheit in den 20er und 30er Jahren
In den 20er und 30er Jahren stieg die Beliebtheit des Baseballsports in den USA enorm an. Spieler wie Rogers Hornsby, Tris Speaker und insbesondere Babe Ruth gehören bis heute zu den großen Legenden des Sports. In der Saison 1920 wurde Ray Chapman, ein Spieler der Cleveland Indians, von einem Pitch am Kopf getroffen und starb wenige Stunden später. Er wurde damit der erste Baseballspieler, der an einer Verletzung auf dem Feld starb. Die Tragödie führte dazu, dass sie die National League und die American League darauf einigten, in Zukunft nur noch neue, weiße Bälle zu verwenden und gebrauchte, dreckige Bälle aus dem Spiel zu nehmen, da diese schlechter zu kontrollieren waren. Diese Vereinbarung kann als das Ende der „Dead-Ball-Ära“ bezeichnet werden. Im darauffolgenden Jahr 1921 hatten die New York Yankees ihren ersten Auftritt in der World Series. Bis zum Ende der 1930er Jahre nahmen die Yankees insgesamt 11-mal an der World Series teil und gewannen achtmal den Titel. Der Yankees-Spieler Babe Ruth setzte im Jahr 1927 einen Rekord mit 60 Home Runs in einer Saison. Bis heute gilt Ruth als einer der besten und beliebtesten Baseballspieler aller Zeiten.
Mit dem Beginn der Great Depression im Jahr 1929 kamen auch die Baseballvereine der MLB zunehmend in finanzielle Schwierigkeiten. Im Jahr 1932 erzielten nur noch zwei Teams der Liga einen Profit. Die Zuschauerzahlen sanken, auch aufgrund einer neu eingeführten Unterhaltungssteuer von 10 %, die auf die Ticketpreise aufgeschlagen wurde. Die Kader der Mannschaften wurden von 25 auf 23 Spieler verkleinert und selbst die Gehälter der besten Spieler wurden gesenkt. Den Problemen wurden kreative Strategien wie Liveübertragungen im Radio und kostenlosen Tickets für Frauen begegnet, doch die Krise setzte den Teams schwer zu. Dennoch konnten alle Mannschaften aufrechterhalten werden.

### Zweiter Weltkrieg
Der Beginn des Zweiten Weltkriegs bedeutete eine drastische Verringerung der Anzahl an professionellen Baseballspielern, da mehr als 500 Spieler der Liga die MLB-Teams verließen, um im Militär zu dienen. Viele von ihnen spielten jedoch weiterhin in Militär-Baseballteams. Die Absenz vieler Profispieler führte dazu, dass vermehrt sehr junge und sehr alte Spieler in den Teams eingesetzt wurden, sowie für den Kriegseinsatz Ausgemusterte. So bekam beispielsweise mit Pete Gray ein einarmiger Outfielder die Chance, in die Profiliga aufzusteigen. Allerdings wurden trotz des Krieges keine afrikanischen Amerikaner in der Liga eingesetzt. Schwarze Spieler, von denen viele im Krieg gedient hatten, blieben auf Einsätze in den Negro Leagues beschränkt.
Verdunkelungsmaßnahmen während des Krieges stellten ein weiteres Problem für Baseballspiele dar, da sie den Einsatz von Flutlicht bei Nachtspielen verhinderten. Dies führte beinahe zu einer Absage der Saison 1942. Am 14. Januar 1942 schrieb der damalige MLB-Commissioner Kenesaw Mountain Landis einen Brief an Präsident Franklin D. Roosevelt und bat ihn um die Möglichkeit der Austragung der MLB-Saison auch während des Krieges. Präsident Roosevelt antwortete daraufhin, er halte es für das beste, die Saison auszutragen, da die Menschen während des Krieges eine Möglichkeit der Erholung bräuchten. Somit konnte das Spring Training im Jahr 1942 mit nur wenigen Unterbrechungen durchgeführt werden. Der Krieg unterbrach die Karrieren einiger Starspieler wie Stan Musial, Bob Feller, Ted Williams und Joe DiMaggio, aber die Baseballteams konnten ihren Betrieb weiter fortsetzen.

### Das Ende der Ausgrenzung schwarzer Spieler

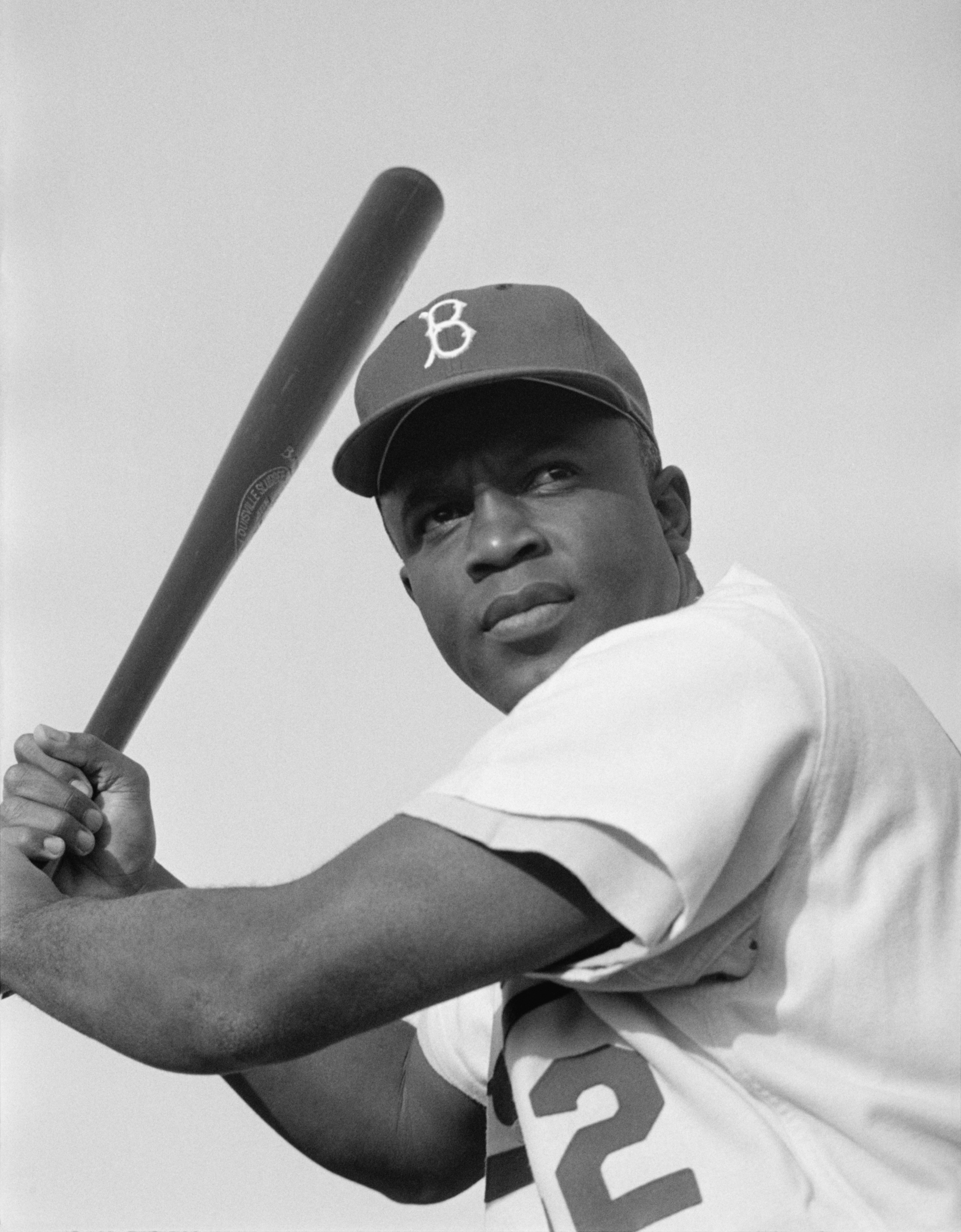
Jackie Robinson, der erste schwarze Spieler in der MLB in ihrer heutigen Form.

Branch Rickey, der damalige Präsident und Manager der Brooklyn Dodgers, machte in der Mitte der 1940er Jahre die ersten Versuche, mit Jackie Robinson einen schwarzen Spieler in die bis dahin ausschließlich weiße Liga zu integrieren. Baseball war davor einer strikten Rassentrennung unterworfen gewesen, wobei schwarze Spieler in den Negro Leagues spielten und von der MLB ausgeschlossen waren.
Robinson unterzeichnete den Vertrag für 600 Dollar im Monat und trat in der Saison 1946 den Montreal Royals, einem Farmteam der Dodgers, bei. Dieses Ereignis wurde als The Noble Experiment („das noble Experiment“) bekannt.
Im darauffolgenden Jahr wurde Robinson in die Major League berufen. Am 15. April 1947 machte er sein Debüt im Ebbets Field vor einem Publikum von 26.623 Zuschauern, darunter mehr als 14.000 schwarze Fans. Einige Spieler drohten an zu streiken, sollte Robinson in der Liga bleiben, doch der Präsident der National League Ford Frick und der MLB-Commissioner Happy Chandler verkündeten, dass streikende Spieler suspendiert würden. Robinson bekam jedoch auch Zuspruch von einigen Spielern, darunter seinem Teamkameraden Pee Wee Reese, der sagte: „You can hate a man for many reasons. Color is not one of them.“ („Man kann einen Mann aus vielen Gründen hassen. Die Hautfarbe gehört nicht dazu.“) In seinem ersten Jahr in der MLB gewann Robinson den Rookie-of-the-Year-Award.
Weniger als drei Monate später wurde Larry Doby der erste Afro-Amerikaner, der in der American League für die Cleveland Indians spielte. Im nächsten Jahr traten eine ganze Reihe weiterer schwarzer Spieler in die MLB ein. Satchel Paige wurde von den Cleveland Indians unter Vertrag genommen und die Brooklyn Dodgers nahmen den Star-Catcher Roy Campanella und den Pitcher und späteren Cy-Young-Award-Gewinner Don Newcombe in ihr Team auf.

### Frauen im Baseball
Die MLB hatte den Teams die Aufnahme von Frauen in den Kader im Jahr 1952 verboten, doch dieses Verbot wurde im Jahr 1992 aufgehoben. Bis heute (Stand: 8. Juni 2018) wurde jedoch nie eine Spielerin in einen MLB-Kader aufgenommen.

### Expansion und Standortwechsel in den 60er Jahren

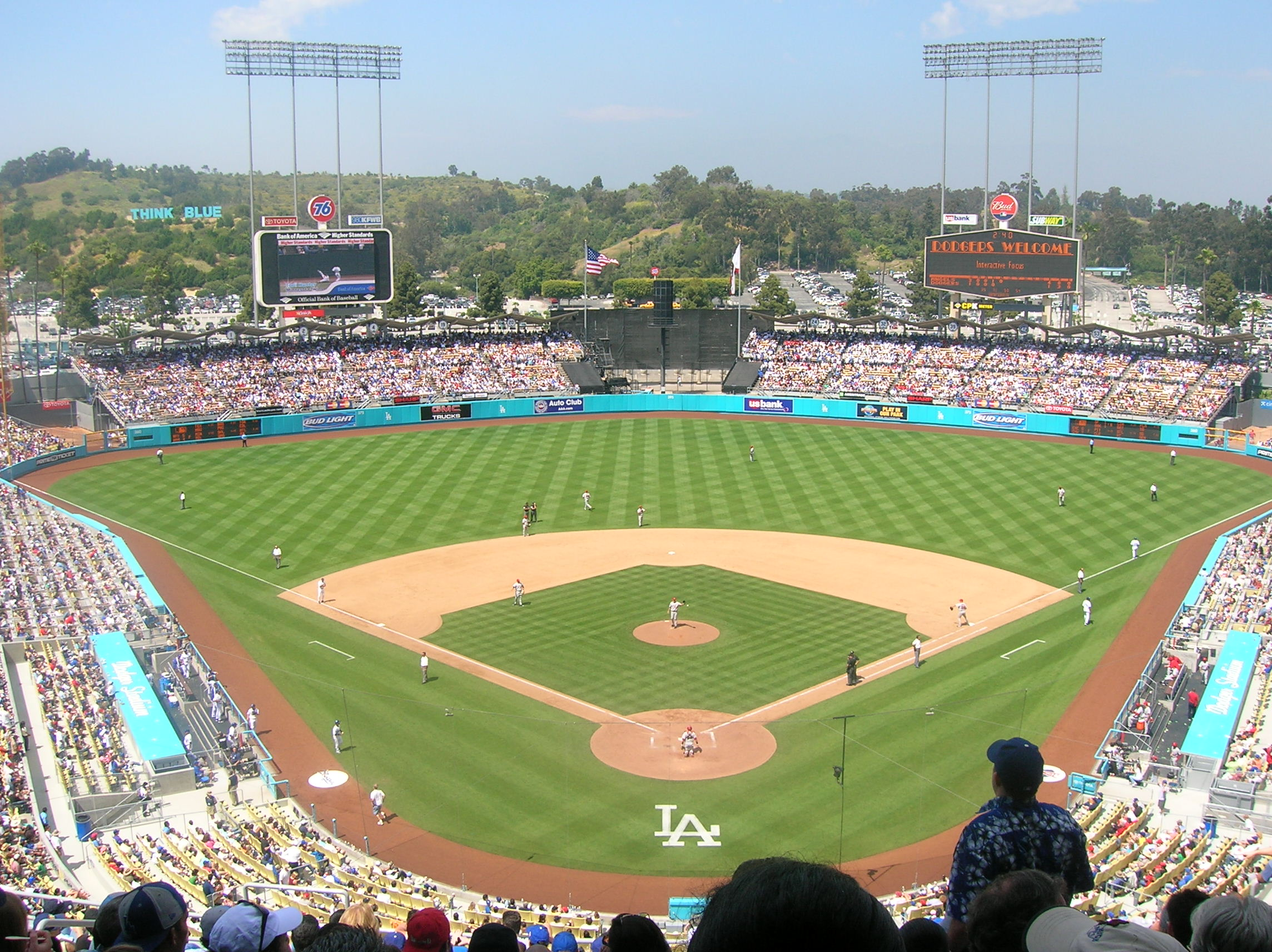
Dodger Stadium im Jahr 2007

Von 1903 bis 1953 bestanden die National League und die American League durchgehend aus jeweils 8 Teams. Die insgesamt 16 Teams verteilten sich auf zehn Städte, darunter New York City mit drei Teams und Boston, Chicago, Philadelphia und St. Louis mit jeweils zwei. St. Louis war die südlichste und westlichste Stadt mit einem Major League Team. 1953 wurden die Boston Braves zu den Milwaukee Braves und 1954 die St. Louis Browns zu den Baltimore Orioles. Im Jahr 1955 wurden aus den Philadelphia Athletics die Kansas City Athletics.
Baseballexperten halten den Eigentümer der Brooklyn Dodgers, Walter O’Malley für den „vielleicht einflussreichsten Eigentümer in der frühen Phase der Baseball-Expansion“. Vor der Saison 1958 leitete er den Umzug der Brooklyn Dodgers nach Los Angeles ein. Der Umzug schlug große Wellen, unter anderem wurde im Time-Magazine darüber berichtet.
O’Malley hatte auch großen Einfluss auf die Entscheidung, mit den New York Giants den Hauptrivalen der Dodgers nach San Francisco zu verlagern. Die Giants litten aufgrund ihres alternden Stadions, des Polo Grounds, bereits unter sinkenden Zuschauerzahlen. Wären die Dodgers als einziges Team nach Kalifornien gezogen, so wäre mit den St. Louis Cardinals das nächstgelegene Team über 2500 Kilometer entfernt gewesen. Der gemeinsame Standortwechsel beider Teams machte die Reise an die Westküste für die Gastmannschaften erst ökonomisch sinnvoll. O’Malley lud den Bürgermeister von San Francisco, George Christopher, nach New York ein, um den Giants-Eigentümer Horace Stoneham zu treffen. Stoneham zog damals in Erwägung, die Giants nach Minnesota zu bringen, aber war nach dem Gespräch davon überzeugt, O’Malleys Umzug an die Westküste zu folgen. Dies war gegen den Wunsch von Ford Frick, dem damaligen MLB-Commissioner. Der Standortwechsel war ein großer ökonomischer Erfolg, sowohl für die beiden Teams als auch für die MLB. Die Dodgers stellten mit ihrem ersten Heimspiel einen neuen Zuschauerrekord für ein MLB-Spiel mit 78.672 Fans auf.
1961 zogen die Washington Senators nach Saint Paul und wurden zu den Minnesota Twins. Zur selben Zeit traten zwei neue Teams der American League bei: die Los Angeles Angels (die nach kurzer Zeit von Downtown Los Angeles nach Anaheim zogen) und ein neues Washington Senators Franchise, welches das vorherige ablöste. In der National League kamen ein Jahr später die Houston Astros und die New York Mets als Expansionsteams hinzu. Die Astros, die in den ersten drei Jahren unter dem Beinamen „Colt .45s“ spielten, wurden das erste MLB-Franchise der ehemaligen Südstaaten seit dem Ende der Louisville Colonels im Jahr 1899 und das erste an der Golfküste gelegene Team. Die Mets entwickelten eine Reputation als Verliererteam, da sie in ihrer ersten Saison 120 Spiele verloren und nur 40 gewinnen konnten und auch in den darauffolgenden Saisons nur wenige Erfolge feiern konnten. In ihrer achten Saison wurden die Mets jedoch das erste der Expansionsteams, das in die Postseason gelangte und sogar einen World-Series-Titel gegen die als klarer Favorit gehandelten Baltimore Orioles gewann.

Die Montreal Expos waren das erste kanadische Team in der MLB.

Im Jahr 1966 wanderte mit dem Umzug der Boston Braves nach Atlanta ein weiteres Team in den Süden. 1968 folgten die Kansas City Athletics mit ihrem Umzug nach Oakland, wodurch sie zu den bis heute bestehenden Oakland Athletics wurden. Im Jahr 1969 wurden in der American League die Seattle Pilots (die nach einer desaströsen Saison zu den Milwaukee Brewers wurden) und die Kansas City Royals gegründet und in die National League wurde das erste kanadische Franchise, die Montreal Expos, sowie die San Diego Padres aufgenommen.
1972 wurden aus den Washington Senators die Texas Rangers. Im Jahr 1977 expandierte die MLB ein weiteres Mal und integrierte ein zweites kanadisches Team, die Toronto Blue Jays, sowie die Seattle Mariners. Danach wurden bis 1992 keine neuen Teams hinzugefügt. Erst im Jahr 1993 folgten die Florida Marlins in Miami und die Colorado Rockies in Denver. 1998 wechselten die Milwaukee Brewers von der American League in die National League und es wurden mit den Arizona Diamondbacks (National League) in Phoenix (Arizona) und den Tampa Bay Devil Rays (American League) in St. Petersburg zwei weitere Teams aufgenommen.
Nachdem über drei Jahrzehnte lang kein Team mehr den Standort gewechselt hatte, zogen die Montreal Expos im Jahr 2005 nach Washington, D.C. und wurden zu den Washington Nationals. Damit verblieben die Toronto Blue Jays als einziges Team in Kanada und die Hauptstadt der Vereinigten Staaten hatte nach 33 Jahren wieder ein eigenes MLB-Team. Montreal ist seitdem die einzige Stadt mit einem ehemaligen MLB-Team, die aktuell kein Franchise beherbergt.

### Pitcherdominanz und neue Regeln in den 70er Jahren

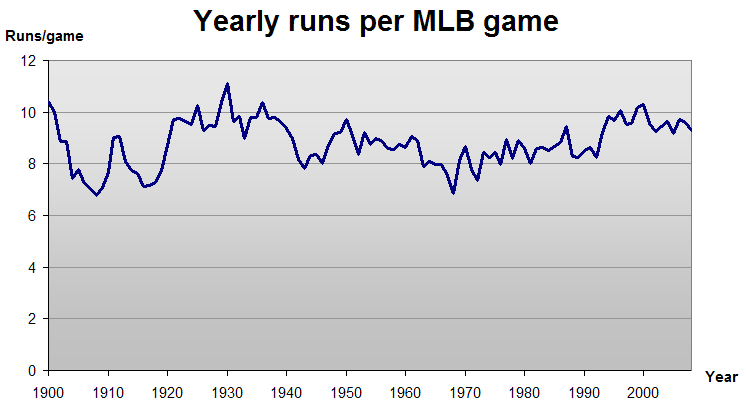
Entwicklung der durchschnittlichen Anzahl an Runs pro MLB-Spiel über die Jahre

Gegen Ende der 1960er Jahre entwickelte sich die Balance zwischen Pitchern und Battern zunehmend in Richtung der Pitcher. Im Jahr 1968, das im Nachhinein als „Jahr der Pitcher“ bezeichnet wurde, gewann Carl Yastrzemski von den Boston Red Sox mit einem Batting Average von nur .301 – dem niedrigsten in der Geschichte der Major League Baseball – den Titel des Batting Leaders. Der Detroit-Tigers-Pitcher Denny McLain gewann 31 Spiele, womit er der erste Pitcher seit Dizzy Dean im Jahr 1934 wurde, der über 30 Spiele in einer Saison gewann. Bob Gibson von den St. Louis Cardinals gelang mit einem Earned Run Average von nur 1.12 ein ähnlich seltenes Kunststück.
Als Folge dieser Saison wurden im Dezember 1968 von dem zuständigen Komitee eine Verkleinerung der Strike Zone von den Knien bis zur Achselhöhe des Batters, statt wie zuvor von den Knien bis zu den Schultern, beschlossen. Außerdem wurde die Höhe des Pitcher's Mound von 15 auf 10 Zoll verringert.
Im Jahr 1973 wurde in der American League die Designated-Hitter-Regel eingeführt, die es ermöglichte, in der Offensive den Pitcher durch einen stärkeren Batter zu ersetzen.

### Neue Stadien und künstliche Spielflächen
In den 60er und 70er Jahren wurden in einigen Städten Mehrzweckstadien gebaut, die als gemeinsame Heimat von MLB- und NFL-Teams dienten. Aufgrund der leichteren Pflege und geringerer Kosten wurde in vielen dieser Stadien erstmals Kunstrasen eingesetzt. Zudem waren sie meist ovalförmig, um sowohl Baseball als auch American Football zu beherbergen. Dies führte jedoch häufig dazu, dass die Felder über ein deutlich größeres Foul Territory als ältere Stadien verfügten. Dadurch konnten Foul Balls einfacher gefangen werden und Home Runs waren aufgrund der Größe der Felder nur schwer zu erzielen.
Die Teams begannen in dieser Zeit mehr am Pitching – insbesondere am Bullpen – und der Geschwindigkeit der Runner zu arbeiten. Durch die künstlichen Spielflächen flogen die Bälle nach dem Aufprall auf den Boden schneller und höher, wodurch es einfacher wurde, mit Ground Balls einen Base Hit zu erzielen. Von Starting Pitchern wurde in der Regel nicht mehr erwartet, ein Complete Game (9 geworfene Innings) zu pitchen; es genügte, sechs oder sieben Innings zu spielen und den Rest des Spiels einem Closer zu überlassen. Nachdem Willie Mays im Jahr 1965 52 Home Runs schlug, gelang dies nur einem weiteren Spieler (George Foster) bis in die 1990er Jahre.

### Doping-Ära
In den 1990er und 2000er Jahren traten in der MLB, ebenso wie in anderen Profi-Sportligen, vermehrt Fälle von Doping auf. zu den prominentesten Fällen zählen Mark McGwire und José Canseco, die beide den Gebrauch von Steroiden zur Leistungssteigerung zugaben. Canseco veröffentlichte im Jahr 2005 das Buch Juiced, in welchem er zahlreiche frühere Teamgefährten ebenfalls des Dopings bezichtigte. Seit dem 10. Januar 2013 werden MLB-Spieler in regelmäßigen Stichproben auf illegale Substanzen wie Somatropin getestet.

### Statcast-Ära (2015–heute)
Seit dem Jahr 2015 wird in allen MLB-Stadien die sogenannte Statcast-Technologie eingesetzt, die es ermöglicht, statistische Daten zu Spielerbewegungen, Ballgeschwindigkeit und anderen Spielfaktoren zu messen. Seitdem verfügt jedes MLB-Franchise über ein eigenes Analyse-Team, das die erhobenen Daten auswertet, um dadurch genauere Informationen über die Leistung der Spieler zu erhalten. Während früher traditionell Werte wie der Batting Average und die Anzahl der Hits oder RBI als Hauptfaktoren für die Bewertung eines Spielers herangezogen wurden, gewannen mit der Einführung von Statcast Daten wie die Geschwindigkeit des Balls beim Verlassen des Schlägers (Exit velocity) und der Flugwinkel eines geschlagenen Balles (Launch angle) an Bedeutung. Beim Pitching können Faktoren wie das Drehverhalten des Balles beim Wurf (Spin rate) und die wahrgenommene Geschwindigkeit (perceived velocity) gemessen werden. Den Rekord für den am schnellsten geschlagenen Ball, der von Statcast gemessen wurde, hält Giancarlo Stanton mit 123,9 mph (199,4 km/h). Zudem schlug er den weitesten Home Run mit einer Strecke von 154 Metern. Aaron Judge hält den Rekord für den schnellsten Home Run mit 194,9 km/h. Aroldis Chapman hält mit 105,1 mph (169,1 km/h) den Rekord für den schnellsten Pitch der Statcast-Ära. Dies sicherte ihm auch einen Eintrag im Guinness-Buch der Rekorde.

## Übersicht der Play-off-Erfolge
| Team            | PO | M  | F  | HF | VF | AF | Ser | S  | N  | Sp  | S.  | N.  | U. |
| --------------- | -- | -- | -- | -- | -- | -- | --- | -- | -- | --- | --- | --- | -- |
| Yankees         | 57 | 27 | 13 | 6  | 9  | 2  | 84  | 54 | 30 | 414 | 241 | 172 | 1  |
| Cardinals       | 31 | 11 | 8  | 7  | 3  | 2  | 50  | 30 | 20 | 260 | 134 | 126 | 0  |
| Athletics       | 29 | 9  | 5  | 5  | 7  | 3  | 38  | 18 | 20 | 167 | 85  | 82  | 0  |
| Red Sox         | 25 | 9  | 4  | 6  | 6  |    | 40  | 24 | 16 | 200 | 108 | 91  | 1  |
| Giants          | 27 | 8  | 12 | 2  | 5  |    | 38  | 19 | 19 | 195 | 100 | 93  | 2  |
| Dodgers         | 35 | 7  | 14 | 7  | 7  |    | 54  | 26 | 28 | 269 | 128 | 141 | 0  |
| Reds            | 16 | 5  | 4  | 3  | 2  | 2  | 22  | 11 | 11 | 97  | 49  | 48  | 0  |
| Pirates         | 17 | 5  | 2  | 7  | 1  | 2  | 20  | 8  | 12 | 97  | 43  | 54  | 0  |
| Tigers          | 16 | 4  | 7  | 4  | 1  |    | 23  | 11 | 12 | 120 | 57  | 62  | 1  |
| Braves          | 27 | 4  | 6  | 7  | 9  | 1  | 42  | 19 | 23 | 201 | 100 | 101 | 0  |
| Cubs            | 21 | 3  | 8  | 5  | 3  | 2  | 27  | 9  | 18 | 123 | 47  | 75  | 1  |
| Browns/Orioles  | 14 | 3  | 4  | 5  | 1  | 1  | 23  | 12 | 11 | 98  | 54  | 44  | 0  |
| Senators/Twins  | 17 | 3  | 3  | 3  | 6  | 2  | 20  | 6  | 14 | 89  | 33  | 56  | 0  |
| White Sox       | 11 | 3  | 2  | 2  | 3  | 1  | 13  | 5  | 8  | 62  | 30  | 32  | 0  |
| Phillies        | 14 | 2  | 5  | 4  | 3  |    | 22  | 10 | 12 | 103 | 49  | 54  | 0  |
| Guardians       | 15 | 2  | 4  | 2  | 5  | 2  | 23  | 10 | 13 | 111 | 56  | 55  | 0  |
| Mets            | 9  | 2  | 3  | 3  |    | 1  | 18  | 11 | 7  | 89  | 51  | 38  | 0  |
| Royals          | 9  | 2  | 2  | 4  | 1  |    | 16  | 9  | 7  | 74  | 40  | 34  | 0  |
| Blue Jays       | 8  | 2  |    | 5  |    | 1  | 13  | 7  | 6  | 63  | 31  | 32  | 0  |
| Marlins         | 3  | 2  |    |    | 1  |    | 8   | 7  | 1  | 38  | 24  | 14  | 0  |
| Astros          | 15 | 1  | 3  | 5  | 6  |    | 28  | 14 | 14 | 135 | 66  | 69  | 0  |
| Angels          | 10 | 1  |    | 5  | 4  |    | 14  | 5  | 9  | 64  | 27  | 37  | 0  |
| Expos/Nationals | 6  | 1  |    | 1  | 4  |    | 10  | 5  | 5  | 46  | 24  | 22  | 0  |
| Diamond Backs   | 6  | 1  |    | 1  | 4  |    | 10  | 5  | 5  | 40  | 18  | 22  | 0  |
| Rangers         | 8  |    | 2  |    | 5  | 1  | 12  | 4  | 8  | 52  | 21  | 31  | 0  |
| Rays            | 7  |    | 2  |    | 5  |    | 14  | 7  | 7  | 60  | 28  | 32  | 0  |
| Padres          | 6  |    | 2  |    | 4  |    | 10  | 4  | 6  | 40  | 14  | 26  | 0  |
| Brewers         | 8  |    | 1  | 2  | 3  | 2  | 11  | 3  | 8  | 49  | 21  | 28  | 0  |
| Rockies         | 5  |    | 1  |    | 3  | 1  | 8   | 3  | 5  | 24  | 10  | 14  | 0  |
| Mariners        | 4  |    |    | 3  | 1  |    | 7   | 3  | 4  | 34  | 15  | 19  | 0  |

Stand: nach der Saison 2021

## Internationalisierung
Bei den Organisatoren der Major Leagues wird über eine Internationalisierung der Liga nachgedacht. Neben den amerikanischen Teams nehmen nur die Toronto Blue Jays aus Kanada teil (bis einschließlich 2004 auch noch die Montréal Expos, die aufgrund von ausbleibenden Fans 2003 erst einige Heimspiele in Puerto Rico austrugen, bevor sie letztlich in Washington, D.C. angesiedelt wurden).
Seit 2001 werden bereits einzelne Spiele aus Publicity-Gründen in Mexiko, Japan und Australien ausgetragen. So fand zum Beispiel das erste Spiel der MLB 2008 in Tokio statt. Zudem wird seit 1986 regelmäßig die MLB Japan All-Star Series zwischen Auswahlteams der MLB und der japanischen Nippon Professional Baseball League bzw. seit 2014 der japanischen Baseballnationalmannschaft ausgetragen. Seit Juni 2017 fungiert Spox.com als offizielle Website der MLB im deutschsprachigen Raum.
Auf lange Sicht sollen mehr Teams außerhalb der USA am Spielbetrieb der Major Leagues teilnehmen. Mexiko-Stadt gilt als aussichtsreichster Kandidat. Die internationale Abteilung von MLB, Major League Baseball International (MLBI), unterstützt weltweit Nachwuchsprogramme zur Förderung des Baseballsports. In Deutschland werden diese Programme seit 1996 erfolgreich betrieben und treten unter dem Titel „Play Ball!“ auf. Im März 2006 wurde erstmals ein internationales Turnier mit Beteiligung der MLB-Profispieler, die World Baseball Classic, ausgetragen. Europäische Teilnehmer waren 2006 und 2009 die Niederlande und Italien. Beim dritten Turnier im Jahr 2013 kam außerdem noch Spanien als europäischer Vertreter hinzu.
Am 8. Mai 2018 gab die MLB bekannt, dass in den Jahren 2019 und 2020 je zwei Spiele im London Stadium in der britischen Hauptstadt London stattfinden werden. Im ersten Jahr der MLB London Series trafen die Boston Red Sox und die New York Yankees am 29. und 30. Juni 2019 aufeinander. Es waren die ersten MLB-Partien, die in Europa ausgetragen wurden. Die für 2020 geplanten Spiele zwischen den St. Louis Cardinals und den Chicago Cubs wurde aufgrund der COVID-19-Pandemie abgesagt.

## Mannschaften der Major League Baseball
| Division        | Mannschaft              | Stadt/Region               | Stadion                     | Gegründet       | Beigetreten     | Infos           |
| American League | American League         | American League            | American League             | American League | American League | American League |
| --------------- | ----------------------- | -------------------------- | --------------------------- | --------------- | --------------- | --------------- |
| East            | Baltimore Orioles 1     | Baltimore, Maryland        | Oriole Park at Camden Yards | 1894            | 1901            | [ 63 ]          |
| East            | Boston Red Sox 2        | Boston, Massachusetts      | Fenway Park                 | 1901            | 1901            | [ 64 ]          |
| East            | New York Yankees 3      | New York City, New York    | Yankee Stadium              | 1901            | 1901            | [ 65 ]          |
| East            | Tampa Bay Rays 4        | Saint Petersburg, Florida  | Tropicana Field             | 1998            | 1998            | [ 66 ]          |
| East            | Toronto Blue Jays       | Toronto, Ontario           | Rogers Centre               | 1977            | 1977            | [ 67 ]          |
| Central         | Chicago White Sox 5     | Chicago, Illinois          | Guaranteed Rate Field       | 1894            | 1901            | [ 68 ]          |
| Central         | Cleveland Guardians 6   | Cleveland, Ohio            | Progressive Field           | 1894            | 1901            | [ 69 ]          |
| Central         | Detroit Tigers          | Detroit, Michigan          | Comerica Park               | 1894            | 1901            | [ 70 ]          |
| Central         | Kansas City Royals      | Kansas City, Missouri      | Kauffman Stadium            | 1969            | 1969            | [ 71 ]          |
| Central         | Minnesota Twins 7       | Minneapolis, Minnesota     | Target Field                | 1894            | 1901            | [ 72 ]          |
| West            | Houston Astros 14 19    | Houston, Texas             | Minute Maid Park            | 1962            | 1962            | [ 73 ]          |
| West            | Los Angeles Angels 8    | Anaheim, Kalifornien       | Angel Stadium of Anaheim    | 1961            | 1961            | [ 74 ]          |
| West            | Oakland Athletics 9     | Oakland, Kalifornien       | Oakland Coliseum            | 1901            | 1901            | [ 75 ]          |
| West            | Seattle Mariners        | Seattle, Washington        | T-Mobile Park               | 1977            | 1977            | [ 76 ]          |
| West            | Texas Rangers 10        | Arlington, Texas           | Globe Life Field            | 1961            | 1961            | [ 77 ]          |
| National League |                         |                            |                             |                 |                 |                 |
| East            | Atlanta Braves 11       | Atlanta, Georgia           | Truist Park                 | 1871            | 1876            | [ 78 ]          |
| East            | Miami Marlins 12        | Miami, Florida             | LoanDepot Park              | 1993            | 1993            | [ 79 ]          |
| East            | New York Mets           | New York City, New York    | Citi Field                  | 1962            | 1962            | [ 80 ]          |
| East            | Philadelphia Phillies   | Philadelphia, Pennsylvania | Citizens Bank Park          | 1883            | 1883            | [ 81 ]          |
| East            | Washington Nationals 13 | Washington, D.C.           | Nationals Park              | 1969            | 1969            | [ 82 ]          |
| Central         | Chicago Cubs            | Chicago, Illinois          | Wrigley Field               | 1870            | 1876            | [ 83 ]          |
| Central         | Cincinnati Reds         | Cincinnati, Ohio           | Great American Ball Park    | 1882            | 1890            | [ 84 ]          |
| Central         | Milwaukee Brewers 15    | Milwaukee, Wisconsin       | American Family Field       | 1969 (AL)       | 1998 (NL)       | [ 85 ]          |
| Central         | Pittsburgh Pirates      | Pittsburgh, Pennsylvania   | PNC Park                    | 1882            | 1887            | [ 86 ]          |
| Central         | St. Louis Cardinals 16  | St. Louis, Missouri        | Busch Stadium               | 1882            | 1892            | [ 87 ]          |
| West            | Arizona Diamondbacks    | Phoenix, Arizona           | Chase Field                 | 1998            | 1998            | [ 88 ]          |
| West            | Colorado Rockies        | Denver, Colorado           | Coors Field                 | 1993            | 1993            | [ 89 ]          |
| West            | Los Angeles Dodgers 17  | Los Angeles, Kalifornien   | Dodger Stadium              | 1883            | 1890            | [ 90 ]          |
| West            | San Diego Padres        | San Diego, Kalifornien     | PETCO Park                  | 1969            | 1969            | [ 91 ]          |
| West            | San Francisco Giants 18 | San Francisco, Kalifornien | Oracle Park                 | 1883            | 1883            | [ 92 ]          |

Anmerkungen
1. Früher Milwaukee Brewers (Western League 1894–1899) 1900–1901; St. Louis Browns 1902–1953
2. Bekannt als Boston Americans bis 1907
3. Früher Baltimore Orioles 1901–1902; New York Highlanders 1903–1912
4. Früher Tampa Bay Devil Rays bis 2008
5. Früher Sioux City Cornhuskers (Western League) 1894; St. Paul Saints (WL) 1895–1899; spielten in der American League West 1969–1993
6. Früher Grand Rapids Rustlers (Western League) 1894–1899; Cleveland Blues 1900–1902; Cleveland Naps 1903–1914; Cleveland Indians 1915–2021; spielten in der American League East 1969–1993
7. Früher Kansas City Blues (Western League) 1894–1900; Washington Senators 1901–1960; spielten in der American League West 1969–1993
8. Bekannt als Los Angeles Angels von 1961–1965; California Angels 1965–1996; Anaheim Angels 1997–2004; Los Angeles Angels of Anaheim 2005–2015
9. Früher ansässig in Philadelphia bis 1954 und in Kansas City von 1955–1967
10. Früher Washington Senators, spielten in der American League East 1969–71
11. Ursprünglich in Boston bis 1952. In Boston wurden sie Braves genannt von 1912–35 & von 1941–52 und Bees von 1936–40; vor 1912 waren sie bekannt als Red Stockings, Red Caps, Beaneaters, Doves und Rustlers; Milwaukee von 1953–1965; spielten in der National League West 1969–1993
12. Früher Florida Marlins bis 2011
13. Früher Montreal Expos zogen nach der Saison 2004 um; Eigentum der Major League Baseball von 2002–2004
14. Umbenennung von Houston Colt .45's in 1965; spielten in der National League West 1969–1993
15. Früher Seattle Pilots (AL West) 1969; spielten in der AL West bis 1971, AL East 1972–1993, AL Central 1994–1997
16. Früher St. Louis Brown Stockings 1882 (American Association); St. Louis Browns 1883–1898 (American Association 1883–1891); St. Louis Perfectos 1899
17. Ansässig in Brooklyn, New York bis 1957. Vor 1931 hießen sie Atlantics, Grays, Bridegrooms, Grooms, Superbas, Trolley Dodgers, Dodgers und Robins
18. Ansässig in New York bis 1957
19. Spielten bis 2012 in der NL Central

## Zuschauerzahlen
Nachfolgend sind die Zuschauerzahlen für die gesamte Liga, sowie der Zuschauerschnitt pro Spiel in der MLB der letzten zehn Jahre dargestellt. In der letzten Spalte ist das Team mit den meisten Zuschauern der jeweiligen Saison dargestellt (Zuschauerzahl in Klammern).

Zuschauerentwicklung der MLB von 1900 bis 2006.

| Jahr   | Gesamt     | Zuschauer pro Spiel | Team mit meisten Zuschauern       |
| ------ | ---------- | ------------------- | --------------------------------- |
| 2010   | 73.061.763 | 30.066              | New York Yankees (3.765.807)      |
| 2011   | 73.425.667 | 30.228              | Philadelphia Phillies (3.680.718) |
| 2012   | 74.859.268 | 30.806              | Philadelphia Phillies (3.565.718) |
| 2013   | 74.027.037 | 30.451              | Los Angeles Dodgers (3.743.527)   |
| 2014   | 73.739.622 | 30.345              | Los Angeles Dodgers (3.782.337)   |
| 2015   | 73.719.340 | 30.349              | Los Angeles Dodgers (3.764.815)   |
| 2016   | 73.159.044 | 30.131              | Los Angeles Dodgers (3.703.312)   |
| 2017   | 72.678.797 | 29.908              | Los Angeles Dodgers (3.765.856)   |
| 2018   | 69.671.272 | 28.660              | Los Angeles Dodgers (3.857.500)   |
| 2019   | 68.506.896 | 28.204              | Los Angeles Dodgers (3.974.309) 1 |
| 2020 2 | 0          | 0                   |                                   |
| 2021   | 45.304.109 | 18.651              | Los Angeles Dodgers (2.804.693)   |
| 2022   | 64.556.658 | 26.566              | Los Angeles Dodgers (3.861.408)   |

## Rekorde

### Spielerrekorde

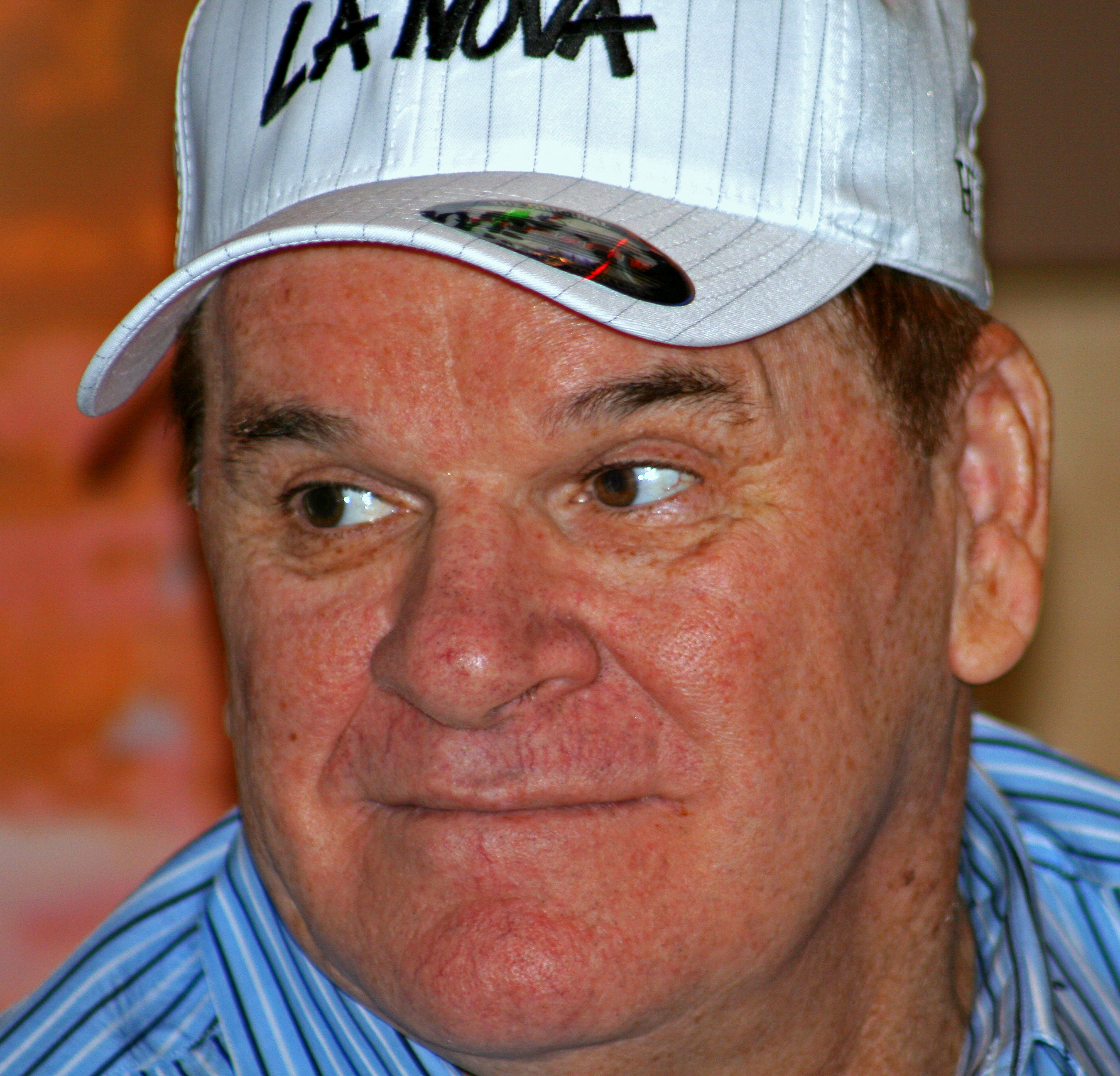
Pete Rose ist der Spieler mit den meisten MLB-Karrierespielen

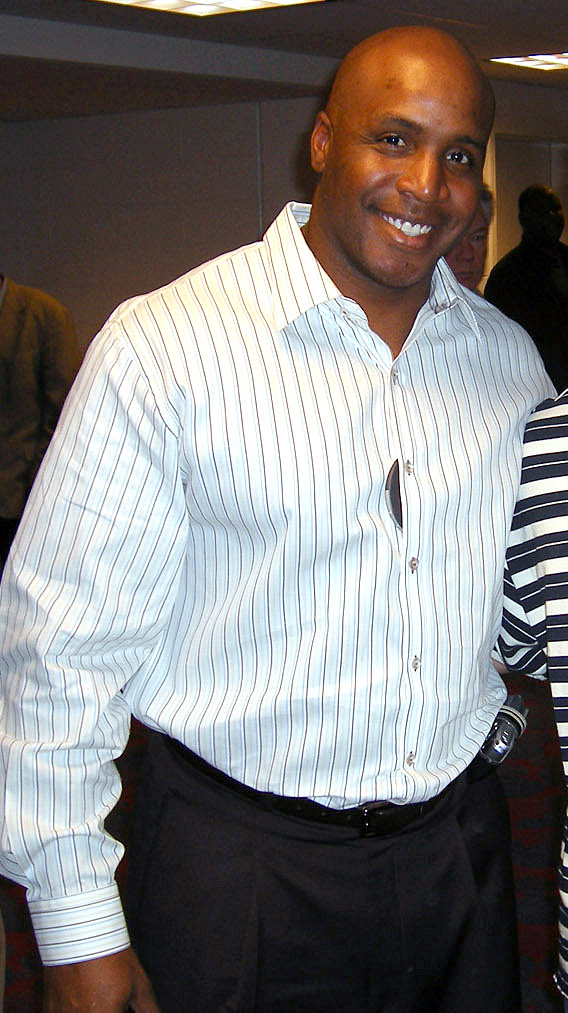
Barry Bonds ist der Spieler mit den meisten Karriere-Homeruns

Nachfolgend sind Individualrekorde aufgelistet, die von einzelnen Spielern aufgestellt wurden:

#### 500 Home Run Club
In den 500 Home Run Club werden alle Spieler aufgenommen, die in ihrer MLB-Karriere mindestens 500 Home Runs geschlagen haben. Aktuell beinhaltet die Liste 31 Spieler (Stand: 14. Juni 2018).

#### 3.000 Hits Club
In den 3.000 Hits Club werden alle Spieler aufgenommen, die in ihrer MLB-Karriere mindestens 3.000 Hits verbuchen konnten. Die Liste umfasst aktuell 31 Spieler (Stand: 14. Juni 2018).

#### 30-30 Club, 40-40 Club und 300-300 Club
In den 30-30 Club werden alle Spieler aufgenommen, die es geschafft haben, innerhalb einer MLB-Saison 30 Home Runs und 30 Stolen Bases zu erreichen. Für den 40-40 Club gilt dasselbe mit 40 Home Runs und 40 Stolen Bases. Der 300-300 Club ist Spielern vorbehalten, die in ihrer gesamten MLB-Karriere mindestens 300 Home Runs und 300 Stolen Bases erzielt haben.

#### Triple Crown
Die Triple Crown wird an Pitcher oder Batter vergeben, die in einer Saison die Liga in den jeweils wichtigsten drei Statistiken angeführt haben: für Pitcher sind dies der Earned Run Average (ERA), die Anzahl der Wins und die Anzahl der Strikeouts; für Batter die Anzahl der Home Runs, die Anzahl der Runs Batted In (RBI) und der Batting Average (AVG). Die Batting Triple Crown wird extrem selten vergeben – Miguel Cabrera von den Detroit Tigers war im Jahr 2012 der erste Spieler seit Carl Yastrzemski von den Boston Red Sox im Jahr 1967, der sie verliehen bekam. Die Pitching Triple Crown erlangte in der wegen Covid auf 60 Spiele verkürzten Saison 2020 Shane Bieber, in einer vollständigen Saison zuletzt Clayton Kershaw (Los Angeles Dodgers) und Justin Verlander (damals Detroit Tigers) im Jahr 2011.

#### Meiste Major-League-Spiele
Bis heute haben 59 MLB-Spieler in ihrer Karriere mehr als 2500 Spiele absolviert. Mit 3562 Spielen führt Pete Rose die Liste an.

### Teamrekorde
Nachfolgend sind Rekorde aufgelistet, die von MLB-Teams aufgestellt wurden:

#### Erfolgreichste Saison
Die erfolgreichste Saison, gemessen am Win-Loss-Record – der Gegenüberstellung von Siegen und Niederlagen – spielten die Chicago Cubs im Jahr 1906 mit einer Siegesrate von 76,3 %.

#### Längste Siegesserie
Die längste Siegesserie in einer Regular Season der MLB gelang den New York Giants im Jahr 1916 mit 26 gewonnenen Spielen am Stück. Hierbei wurde jedoch auch ein als unentschieden gewertetes Spiel mitgezählt. Die 22 Spiele umfassende Siegesserie der Cleveland Indians in der Saison 2017 kann deshalb, je nach Definition, als zweitlängste oder längste Siegesserie in der MLB aufgefasst werden.

### Zuschauerrekorde
Die meisten Zuschauer in einer Saison hatten die Colorado Rockies im Jahr 1993 mit insgesamt 4.483.350 Zuschauern im Mile High Stadium. Das meistbesuchte Spiel in einer Preseason der MLB war ein Spiel zwischen den Boston Red Sox und den Los Angeles Dodgers am Samstag, den 29. März 2008 im Los Angeles Memorial Coliseum mit 115.301 Zuschauern. Das World-Series-Spiel mit den meisten Zuschauern war Spiel 5 der World Series 1959 zwischen den Chicago White Sox und den Los Angeles Dodgers im Los Angeles Memorial Coliseum am 6. Oktober 1959 vor 92.706 Zuschauern.

## Auszeichnungen und Trophäen

### Baseball Hall of Fame
Die Baseball Hall of Fame ist die Ruhmeshalle der größten US-amerikanischen Baseballspieler. Auch andere Funktionäre, die sich in besonderer Weise Verdienste um den Baseballsport erworben haben, können dort aufgenommen werden.

### Commissioner's Trophy
Die Commissioner's Trophy ist die Meisterschaftstrophäe in der MLB und wird jährlich an das Gewinnerteam der World Series übergeben. Im Gegensatz zu anderen Meisterschaftstrophäen wie dem Stanley Cup in der National Hockey League ist die Commissioner's Trophy kein Wanderpokal, sondern wird jede Saison neu angefertigt. Die Trophäe wird erst seit 1967 vergeben und die New York Yankees halten mit 7 Commissioner's Trophys den Rekord in der Liga.

### Warren C. Giles Trophy
Die Warren C. Giles Trophy ist ein Wanderpokal, der dem Gewinnerteam der National League Championship Series überreicht wird.

### William Harridge Trophy
Die William Harridge Trophy ist das Gegenstück zur Warren C. Giles Trophy und wird dem Gewinnerteam der American League Championship Series überreicht.

### Most Valuable Player Award
Der Most Valuable Player Award wird je an den Spieler der National League und der American League vergeben, der als „wertvollster“ Spieler der Saison erachtet wird.

### Cy Young Award
Der Cy Young Award wird an den jeweils besten Pitcher der National League und der American League vergeben.

### Gold Glove Award
Der Gold Glove Award wird an den jeweils besten Outfielder der National League und der American League vergeben.

### Silver Slugger Award
Der Silver Slugger Award wird an die offensivstärksten Spieler beider Ligen vergeben.

### Babe Ruth Award
Der Babe Ruth Award (benannt nach Baseball-Legende Babe Ruth) wird an den Spieler mit der besten individuellen Leistung in der Postseason vergeben.

### Rookie of the Year Award
Der Rookie of the Year Award wird an den besten Spieler vergeben, der sein erstes Jahr in der Profiliga bestritten hat.

### Sonstige
- Der Hank Aaron Award (benannt nach Milwaukee Brewers-Outfielder und Rekordspieler Henry Louis „Hank“ Aaron) wird seit 1999 für den jeweils besten Batter in der National League und der American League verliehen.
- Der World Series MVP Award wird an den Spieler verliehen, der am meisten zum Sieg seiner Mannschaft in der World Series beigetragen hat.
- Der Comeback Player of the Year Award wird jeweils einem Spieler der National League und der American League überreicht, der nach einer schwächeren Saison wieder stark zurückgekehrt ist.

## MLB in Film und Fernsehen
Aufgrund des hohen Beliebtheitsgrades der MLB insbesondere in den USA gibt es eine Vielzahl von Filmen und Fernsehsendungen, die auf die Liga oder einzelne Teams oder Spieler Bezug nehmen. Nachfolgend sind nur einige der bekanntesten Beispiele genannt.

### Filme
- Der große Wurf (1942): Filmbiografie über Lou Gehrig mit Gary Cooper in der Titelrolle.
- The Stratton Story (1949): Filmbiografie über Monty Stratton mit Jimmy Stewart in der Titelrolle.
- Der Unbeugsame (1984): Sportfilm mit Robert Redford in der Hauptrolle, basierend auf der Novelle The Natural von Bernard Malamud.
- Acht Mann und ein Skandal (1988): Spielfilm über den Black-Sox-Skandal mit John Cusack und Charlie Sheen in den Hauptrollen.
- Die Indianer von Cleveland (1989): Komödie mit zwei Sequels über die Cleveland Indians mit Charlie Sheen, Tom Berenger, Rene Russo und Wesley Snipes in den Hauptrollen.
- The Babe – Ein amerikanischer Traum (1992): Filmbiografie über Babe Ruth mit John Goodman in der Titelrolle.
- Mr. Baseball (1992): Sportkomödie über einen alternden Spieler mit Tom Selleck in der Titelrolle.
- Aus Liebe zum Spiel (1999): Filmmelodram über den fiktiven Detroit-Tigers-Spieler Billy Chapel mit Kevin Costner in der Hauptrolle.
- 61* (2001): Sportdrama über Roger Maris’ Homerun-Jagd im Jahr 1961 mit Barry Pepper in der Hauptrolle.
- Die Entscheidung – Eine wahre Geschichte (2002): Filmdrama über den Tampa-Bay-Rays-Pitcher Jim Morris mit Dennis Quaid in der Hauptrolle.
- Ein Mann für eine Saison (2005): Komödie über einen Boston-Red-Sox-Fan mit Jimmy Fallon und Drew Barrymore in den Hauptrollen.
- Die Kunst zu gewinnen – Moneyball (2011): Spielfilm über Teammanager Billy Beane von den Oakland Athletics mit Brad Pitt und Jonah Hill in den Hauptrollen.
- Back in the Game (2012): Filmdrama über einen Talentscout bei den Atlanta Braves mit Clint Eastwood in der Hauptrolle.
- 42 – Die wahre Geschichte einer Sportlegende (2013): Filmbiografie über Jackie Robinson, den ersten afroamerikanischen Spieler in der MLB, mit Chadwick Boseman in der Hauptrolle.

### Serien
- Seinfeld (1989–1998): Hauptcharakter George Costanza (gespielt von Jason Alexander) arbeitet für die Geschäftsleitung der New York Yankees; die Figur Mr. Steinbrenner ist an dem ehemaligen Yankees-Haupteigentümer George Steinbrenner orientiert, mit dem auch ein Cameo-Auftritt für die Serie gedreht wurde.
- The Bronx Is Burning (2007): behandelt die World Series 1977 und den ersten World-Series-Sieg der New York Yankees unter Eigentümer George Steinbrenner. Im Mittelpunkt stehen der Spieler Reggie Jackson (gespielt von Daniel Sunjata) und der damalige Yankees-Manager Billy Martin (gespielt von John Turturro).
- Eastbound & Down (2009–2013): Hauptcharakter Kenny Powers (gespielt von Danny McBride) ist an den MLB-Pitcher John Rocker (Atlanta Braves, Cleveland Indians, Texas Rangers, Tampa Bay Devil Rays) angelehnt.
- Pitch (2016): Die Serie dreht sich um die fiktive professionelle Baseballspielerin Ginny Baker (gespielt von Kylie Bunbury), die es als erste Frau in die MLB schafft. Dort spielt sie bei den San Diego Padres, wo sie sich als Frau und Neuling behaupten möchte.